# プリムス・ヴァリアント
ヴァリアント（Valiant ）は、クライスラー（現:フィアット・クライスラー・オートモービルズ）のプリムス部門で1959年から1976年にかけて生産された乗用車である。1950年代末以降広がりを見せた小型車市場に向けてクライスラーのエントリーモデルとして開発され、後にはオーストラリア、カナダ、メキシコ、ニュージーランド、南アフリカ共和国、アルゼンチン、ブラジル、スイス、スウェーデン等の南米と西欧諸国で生産、販売された。
『ロード・アンド・トラック』誌はヴァリアントを「世界的規模を持つ最高の国産車の1台」と認めた。

## 1959 - 1962年
1957年5月にクライスラー社長のレスター・ラム・“テックス“・コルバート（Lester Lum "Tex" Colbert ）は、増加しつつある人気の高い輸入小型車に対抗する車を開発する委員会を立ち上げた。クライスラーのチーフデザイナーのヴァージル・エクスナー（Virgil Exner）は、室内と荷室のスペースを阻害することなくフルサイズ車よりも小型で軽量の車をデザインした。1955年のエクスナー作であるコンセプトカーのクライスラー・ファルコン（Chrysler Falcon）に因んで元々は「ファルコン」と名付けられたこの車は、ヘンリー・フォード2世（Henry Ford II）から自社のファルコン用に名称の使用を要請されたことに応えて「ヴァリアント」と改称された。ヴァリアントは1959年10月26日にロンドンの第44回国際自動車ショーにおいて独自ブランド「Valiant by Chrysler Corp」の名称で初めて披露され、その後「誰の弟分でもない、自らの4輪で自立した。」という謳い文句で宣伝された。1961年からヴァリアントは米国市場にプリムスのモデルとして導入された。1961 - 62年モデルのダッジ・ランサー（Dodge Lancer）は本質的にはヴァリアントの内装とスタイリングの細部を変えただけのリバッジ・モデルであった。
ヴァリアントは構造的な革新性という面ではゼネラルモーターズのコンパクトカーである空冷、リアエンジンのシボレー・コルヴェアよりも大人しかったが、こちらも新型でより平凡無難・保守的なスタイリングのフォード社のファルコンよりは美的な冒険心に富んだ車であると見られていた。ヴァリアントは「投げ矢や楔形に倣った滑らかで明確な線」を持ったエクスナーのフォワードルック（Forward Look）を誇示していた。フラッシュサイドの外観は、クライスラーのギアが製作した「デレガンス」（D'Elegance ）と「アドヴェンチャラー」（Adventurer ）という2台のコンセプトカーから受け継ぎ、ヴァリアントの室内空間を幾分か稼ぎ出すことに貢献していた。そのセミファストバックと長いボンネットから当時の多くの自動車雑誌ではヴァリアントのスタイルがヨーロッパ車の影響を受けていると考えていた。
ヴァリアントは全くの新規の車であったが、各部の設計要素は他の同時期のクライスラー車と関連を持っていた。先端に猫の目状のテールライトが付いた傾斜したテールフィンやスペアタイヤを模した膨らみを付けたトランクの蓋は、当時のインペリアルや300Fの特徴に類似していた。エクスナーによると、スペアタイヤ状の膨らみを付けたトランクの蓋はクライスラー車らしさを確立するためだけではなく「フォワードルックの外観を損ねることなくリアデッキ上を飾るため。」でもあった。量産型の小型大衆車という車格に比して相当に凝ったそれらの造形は、数年後にはあまりの過激なデザイン指向で時流から孤立してクライスラーを去ることになったエクスナー最盛期の典型的な作例の一つと言える。
ヴァリアントは全く新しい直列6気筒、直列のシリンダーを片側に30°傾けた有名な「スラント6」（Slant-6）エンジンを搭載していた。これによりボンネット位置を下げることができウォーターポンプを側面に移動することでエンジンの全長を短く収め、クライスラー社の先駆的な吸気管チューニング技術による効率の良い長く独立した吸気管と排気管を備えていた。高い信頼性が評判の鋳造ブロックのスラント6は、当初のアルミニウム製ブロックでは耐久性を持たせるために軽量合金ではなく密度の粗い丈夫な鋳造製であった。1961年終わりから1963年初めにかけて5万基以上の鋳造アルミニウム製版の225 cu in (3.7 L) エンジンが製造された。

実際、1960年モデルのヴァリアントはアルミニウム鋳造技術の分野でクライスラー社が先駆者であることを実証していた。アルミニウム製のエンジンブロックを持つスラント6は1961年まで製造される一方で、インディアナ州のコーコモーにある鋳物工場では1960年モデルのヴァリアント用に多数のアルミ製部品を製造して車両の総重量を減らすことに貢献した。1960年モデルのヴァリアントではシャーシ部品用として鋳造アルミ製部品を多数使用していたことに加えて、構造/加飾部品に60 lb (27 kg) に達するアルミ製部品を使用していた。これらの部品にはオイルポンプ、ウォーターポンプ、オルタネーターのケース、ハイパー・パック（下記参照）や通常生産品の吸気管、トルクフライト（Torqueflite） A904型オートマチックトランスミッション（AT）やトルクコンバーターのケースと延長部、その他の細々した部品が含まれていた。これら鋳造アルミ製部品は同じ部品が鋳鉄製である場合に比べ約60%の重量を軽減することができた。鋳造アルミ製部品は、強度的にそれ程重要ではない部位の厚みを減らすことにも利点があり、この部品断面の厚みは少なくとも0.1875 inの厚みが要求される一定の品質を保つための鋳造技術の実践に貢献した。アルミのプレス製である外装の加飾部品は、クロームメッキが施された亜鉛鋳造製のものよりも軽量で、ヴァリアントのグリルとボディを取り巻くモールディング全ての合計は僅か3 lb (1.4 kg) しかなかった。もし当時の多くの車のグリルと同様に同じ部品を亜鉛鋳造部品で作るとその重量は13 lb (5.9 kg) 程になるはずであり、60 lb (27 kg) のアルミ製部品を使用することでヴァリアントの総重量の約4%に当たる102 lb (46 kg) の重量を軽減できた。
ヴァリアントのA-ボディ（A-body）・プラットフォームは、「ボディ・オン・フレーム構造ではなく「ユニットボディ」又は「ユニボディ」と呼ばれる構造（クライスラー社としては1930年代のエアフロー以来となる）を採用していた。他のユニボディ構造車がボルトで結合する前部サブフレームを有していたのに対しヴァリアントの前下部と応力構造の前部ボディは溶接で一体化されていた。フェンダー、クォーターパネル、床、屋根といった部位は、ボディ全体の強度と曲げに対する強度を分担していた。ユニットボディ構造のヴァリアントは1959年モデルの独立フレーム構造のプリムス車と比較して、捻り方向で95%と曲げ方向で50%も強固であった。動的テストでは、高い構造的共振周波数の達成と大きな減衰力を示したことによりボディの振動を減少させることを証明した。
前輪サスペンションはトーションバーを使用した不等長コントロールアームで構成され、後輪サスペンションは板バネで吊られた固定車軸を採用していた。クライスラー社はこの形式のサスペンションをヴァリアントやその他のA-ボディ車に1962年、1967年、1968年、1973年モデルで改良を施しながらも一貫して使用し続けた。

### ハイパー・パック

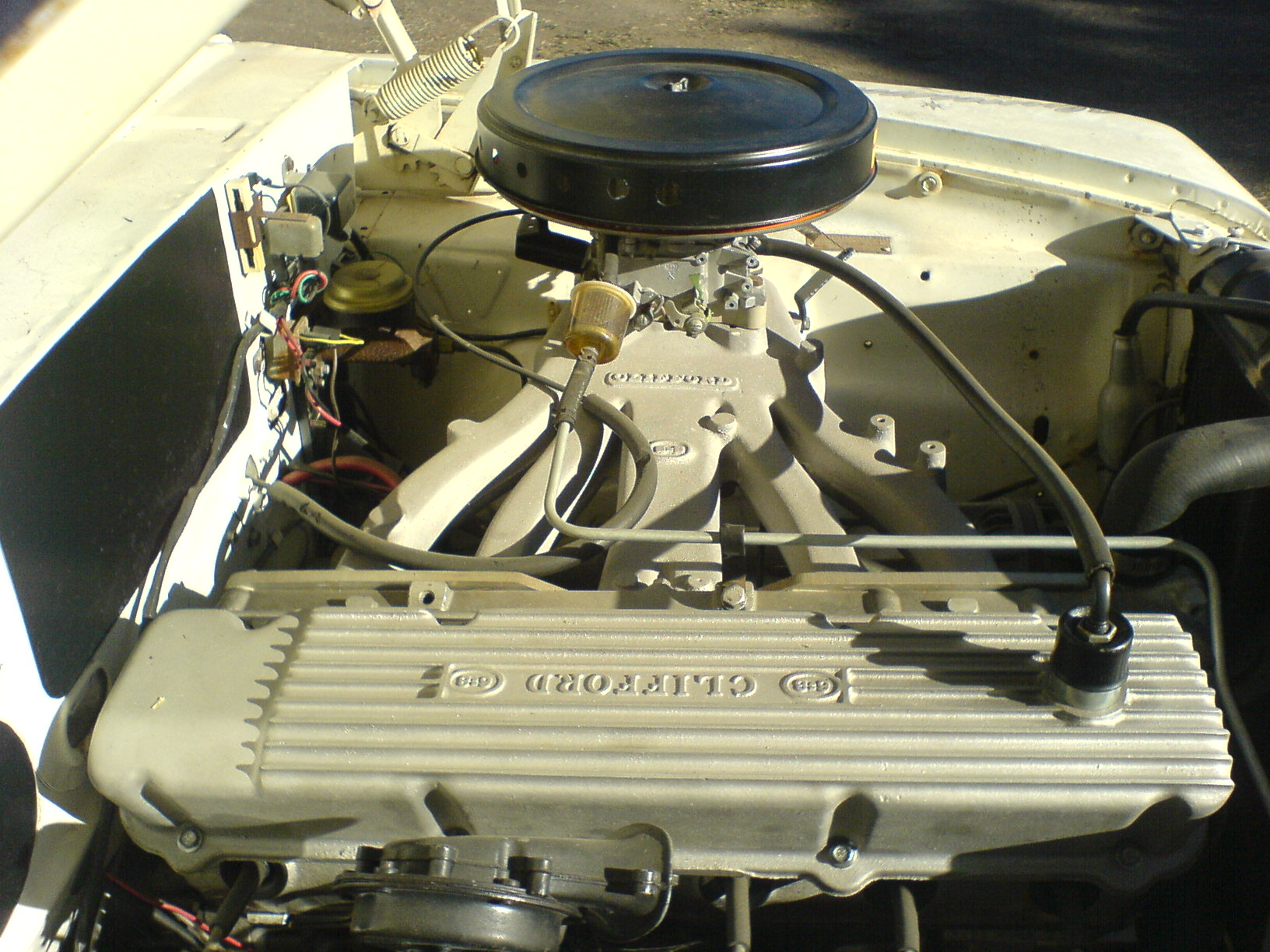
再生産品のハイパーパック用吸気管付きの総アルミ製スラント6エンジン

プリムスの製品企画担当重役のジャック・チャリパー（Jack Charipar ）はヴァリアントのストックカー・レース仕様車開発の後押しをし、クライスラーの技術部門でレース用の「ハイパーパック」（Hyper-Pak）を開発する一方で、1959年12月1日にハイパーパック・ディーラー・チューニング・キットのオプションが限定した数だけ用意された。これは153 lb•ft (207.4 N•m) のトルクと10.5:1の圧縮比のエンジン、2本排気管の1本出しマフラー、手動チョーク弁と大型の15ガロン(56.76L)入り燃料タンクを装備していた。多くのスーパーストック仕様の「モパー」（Mopar）を担当していたクライスラーの技術者ディック・マックスウェル（Dick Maxwell ）は「NASCARが1960年のデイトナ500と共同してコンパクトカーのレースカーを出走させると決定したときは全メーカーが参加したものだ。我々は148-hp 170-cu in のスラント6にラム吸気管付き4バレル単装キャブレターを装着したエンジンを搭載した7台のハイパーパック・ヴァリアントを製作した。」と当時のことを語った。レース仕様のハイパーパックは高負荷対応バルブスプリングと高耐久性ハイリフト・カムシャフトも備えていた。
NASCARの新しいコンパクトカー・クラスは1960年1月31日のデイトナ・インターナショナル・スピードウェイで始まった。最初の2つのレースは、コース内側の曲折コースを含む1.5マイル(2.4km) のきついバンク部を有する1周3.81マイル(6.13km) の3辺周回（tri-oval）のコースで行われた。レースは10周/38.1マイル(61.3km) であった。平均速度88.134mph(141.838km/h),でマーヴィン・パンチ（Marvin Panch）の運転するハイパーパックが1位に入り、全てのハイパーパックが上位7台を独占した。その日の2度目のレースでは全長2.5マイル(4.02km) の3辺周回コースのみを使用した20周/50マイル(80.4672km)で競われた。4周目で複数のレースカーが絡む事故が発生し、リチャード・ペティ（Richard Petty）の運転する車を含む先頭集団の4台のヴァリアントが脱落した。パンチはレースカーの不具合でスタートが遅れたため、先頭集団の事故が発生したときは後ろから遅い車を抜くのに忙しく、この事故には巻き込まれなかった。再スタート後にパンチは首位につけ、平均速度122.282mph(196.794km/h) でその位置を保った。出走したヴァリアントは1-2-3位を独占し、パンチは再び表彰台の真ん中に立った。マックスウェルは「そこはまさにプリムス通りといった感だった。我々は1位から7位までを独占してしまったのだから。我々の車はそれ程速かった。NASCARは2度とレースを行おうとはしなかった。」と、再び当時を振り返り語った。

### デザインと機械機構の変遷
3年のモデルイヤーに渡り販売された初代のヴァリアントは1960年初期、1960年後期、1961年、1962年という「4」つのモデルに分けられる。ベースモデルの「V100」には比較的最小限の加飾しか付けられなかった。

#### 1960年

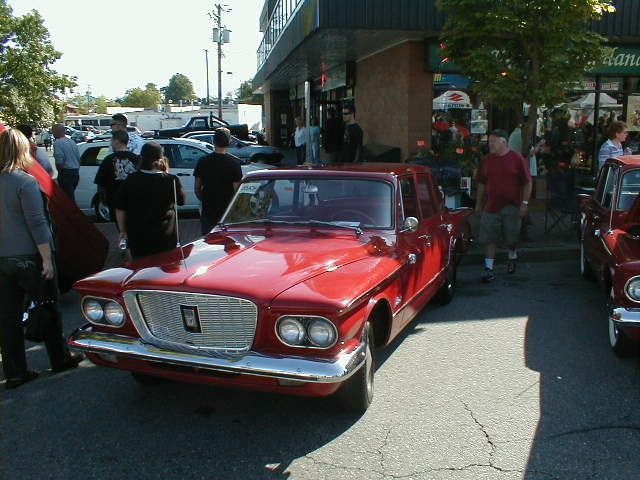
1960年モデルの輝くラジエターグリル

1960年初期モデルの特に高級モデル「V200」は、広範囲にクロームやオーナメントを貼り付けていた。左右の前部フェンダー上の長さ8inのクロームメッキされた槍状の加飾、トランクリッド上のスペアタイヤを模したプレス型を「内側」のリング、ダッシュボード上に「V200」のネームプレートとステンレス鋼製の窓周りとテールライトを取り巻くモールが1960年1月頃の生産型から取り除かれた（後に低コストの柔軟性フィルムを貼ったプラスチック製のものに換えられた）。初期と後期のV200はテールフィンの峰に沿って途中で折れ曲がり後輪のホイールアーチ前まで下り、それからボディ下部の分割線に沿って前後ドアを抜け前部フェンダーまで続くステンレス鋼製のモールを持っていた。ラジエターグリルは眩く輝く打ち抜きのアルミニウム製で、中央のグリルバッジはボンネットのロック解除レバーの役目も負っていた。「"Valiant"」の車名は、トランクリッド上のスペアタイヤを模したプレス型の真ん中と左右の前部フェンダーに付いていた。
1960年モデルの途中で、エンジンの後ろ側2気筒分のコネクティングロッドへのオイル供給、ヴォルテージ・レギュレーター（voltage regulator）機能、冷間始動、アイドリング、アクセレーションの改善や前後のマニホールド保持ボルトの破損防止といった機械機構の改良が施された。
ダッジの主力工場であるハムトラムク（Hamtramck）でのみ生産された4ドア・ステーションワゴンがV100とV200の双方で2列と3列シート（3列シート車の3列目は後ろ向き）付きで提供された。両モデル共に米国内では最も安価な4ドア・ステーションワゴンであった。2列シート・モデルは4ドアのスチュードベーカー・ラーク（Studebaker Lark）とランブラー・アメリカン（Rambler American）のステーションワゴンよりも60 USドル安く、3列シート・モデルはランブラーの4ドアよりも186USドル安かった。ヴァリアントのステーションワゴンは72.3cu ft(22.037cu meters)の荷室容量を持ち、これはフルサイズのプリムス車より2cu ft少ないだけであった。2列シート・モデルで施錠可能な荷室を持つモデルは「キャプティブ＝エア」（Captive-Aire ）・タイヤを履き、荷室がスペアタイヤ収納部と2層構造になっているモデルには通常のタイヤが装着され施錠機構はオプションであった。スペアタイヤの収納部が要らないキャプティブ＝エア・タイヤは3列シート・モデルには標準装備であった。オプションのアルミ製のテールゲート用窓覆いは休暇やキャンプ旅行には有用であった。

#### 1961年

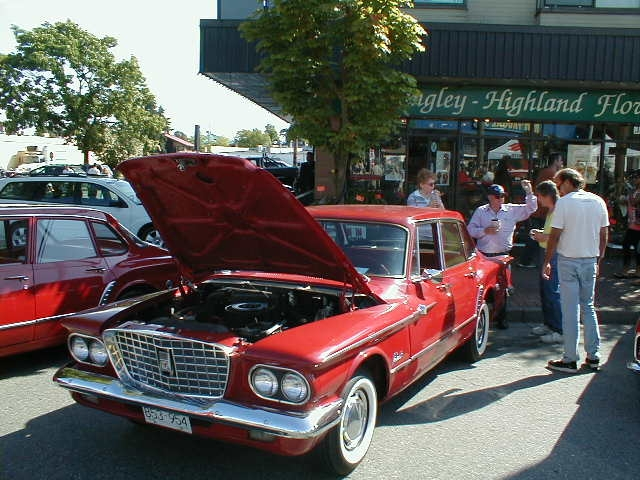
1961年モデルの格子の中が黒く塗装されたラジエターグリル

1961年モデルで新しい2ドア・モデルが発売されたが4ドア・セダンとワゴンのボディのプレス型に変更はなかった。内装と外装の飾り（特にV200で）に「モデルイヤーの印」となる変更（婉曲的な「計画的陳腐化」）が施された。1960年モデル用ラジエターグリルの模様は継続されたが、1961年モデルでは格子の中が黒く塗装された。グリル中央のグリルバッジは引き続きエンジンフードのロック解除レバーの役目も担っていたが、1960年モデルの赤地に金文字の「"Valiant"」から白地に青と白で構成された「"V"」字のヴァリアント・ロゴに変更されていた。ボディ側面の加飾は変更され、テールフィンの峰上の10 in の槍状クローム加飾、ボディ下部の分割線にホッケースティック形状の加飾が追加され、前部フェンダー/ドアの峰を長いステンレス製加飾が覆っていた。テールフィンの上面に3本のクローム線が貼り付けてあり、トランクリッド上のスペアタイヤカバーを模したプレス型の中央には大きな横長のエンブレムがあり、真ん中の円形プラスチックに「"V200"」と書かれたものが取り付けてあった。「"V200"」の円形プラスチックは前部フェンダー上のステンレス製加飾の中ほどにも付いていた。室内では計器盤はほぼ同じものを引き継いでいたが、1960年モデルの黒地に白文字のメーターが白地に黒文字に変更されていた。

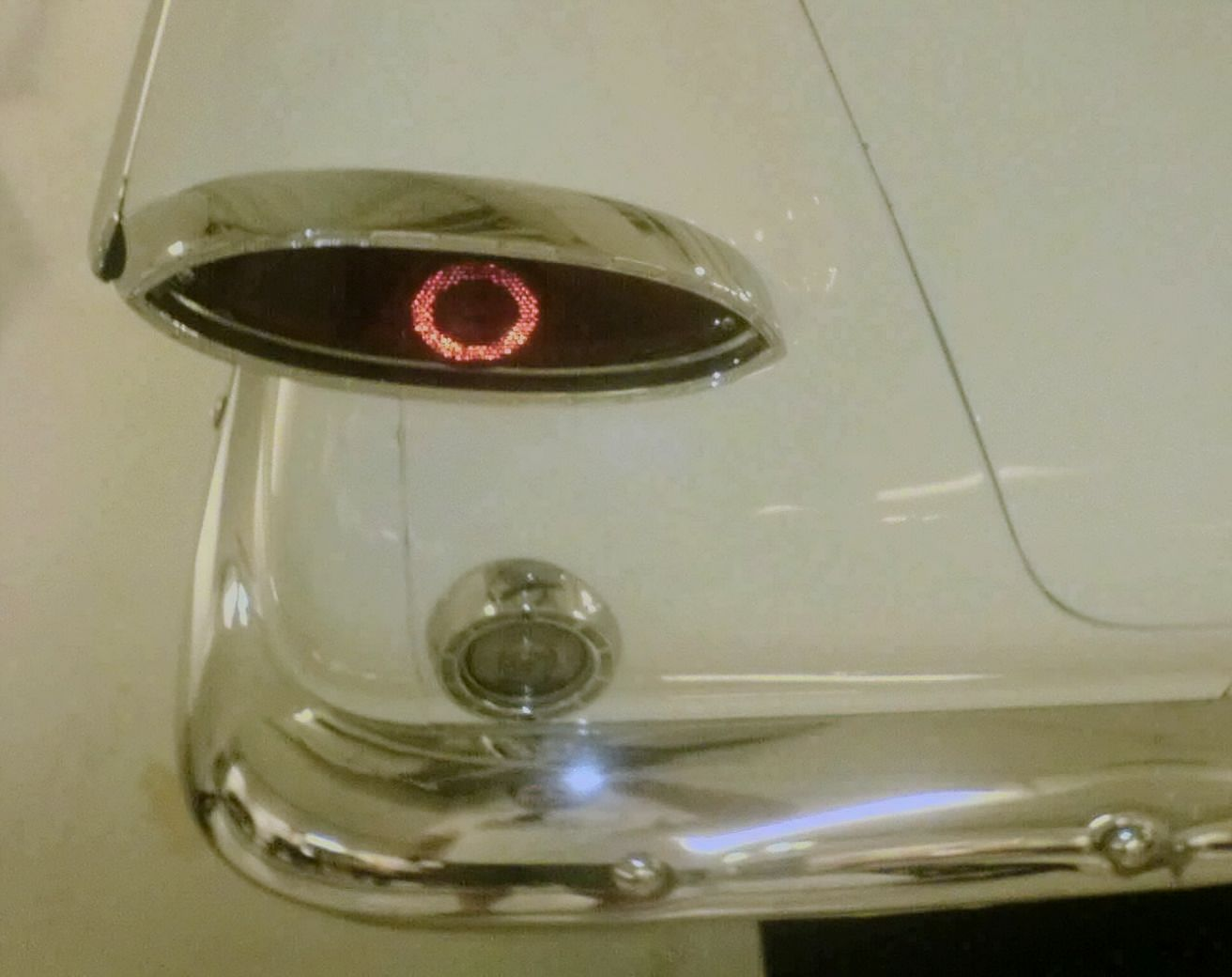
1960-61年モデルのテールランプとバックアップランプ

1961年モデルの機械構造上の変更は、新しいキャブレター、PCVバルブ（カリフォルニア州で販売される車には新たに必須装備となった）の採用、ディーラー装着のエアコン、オルタネーターのエンジン左側から右側への移設と広範囲に渡るシステムと部品の刷新であった。1961年モデルの遅くに大型の225 cu in (3.7 L) スラント6 エンジンがヴァリアントに設定された。このエンジンは同年早くから大型のダッジ車やプリムス車、ヴァリアントと同クラスのダッジ・ランサーといった車に広範囲に使用されていた。

#### 1962年

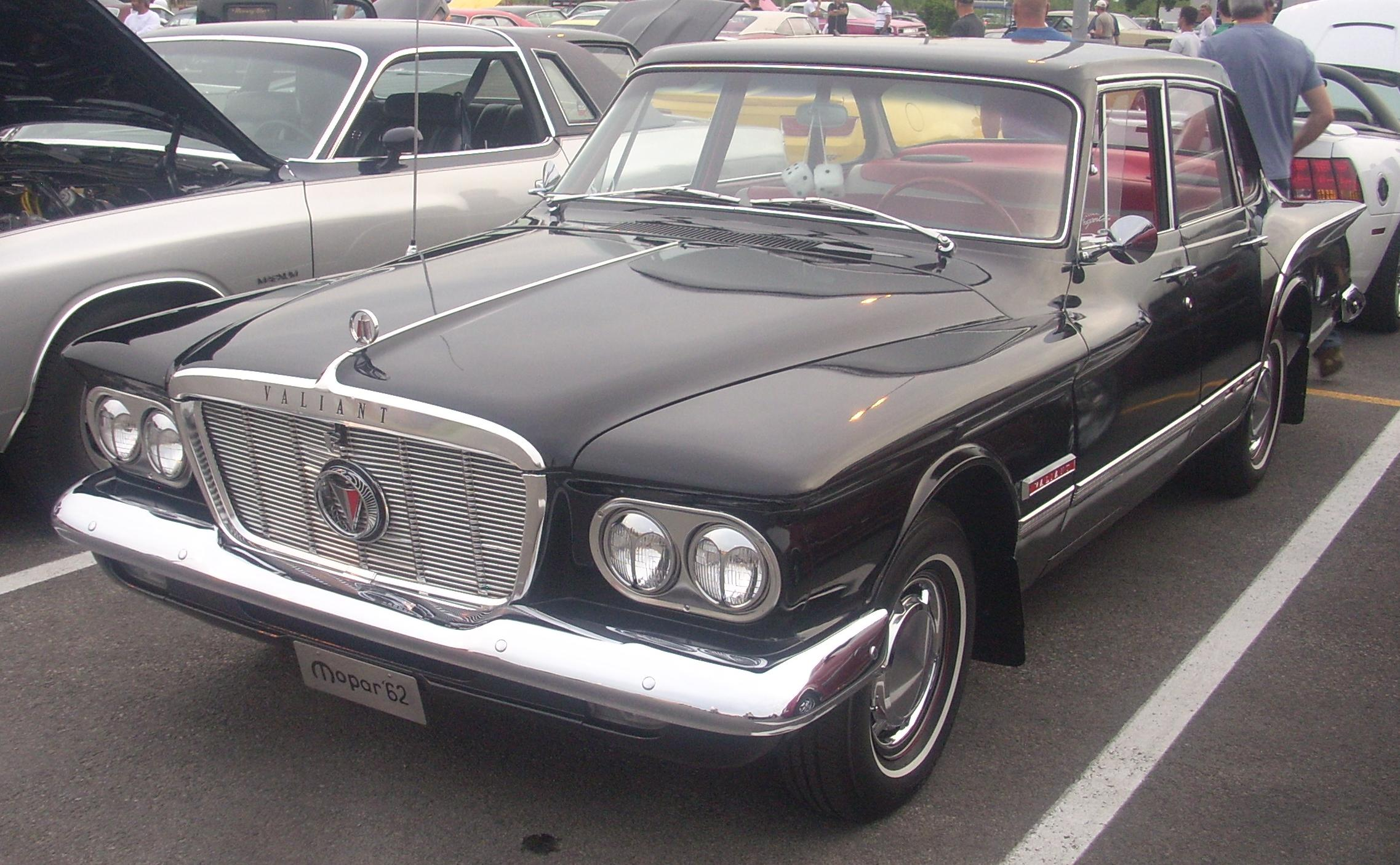
1962年モデルの4ドア・セダン

1962年モデルでは広範囲なフェイスリフトが施された。ラジエターグリルは平たく短いものにされ、ボンネットのロック解除レバーはグリルの上部フレームに移設された。最上級モデルの「シグネット200」以外ではグリル中央のバッジは外され、シグネット200は黒塗りのグリル中央に丸型の青と白で構成された「"V"」字のヴァリアント・ロゴが配されていた。シグネット200には、プリーツ入り擬似皮革のバケットシート、特製仕上げの内装、深い畝のカーペット、トランクリッドの特製エンブレム、特別なヘッドライトのフレームと特製サイドモールを備えていた。この車は米国車で最も安いバケットシート付きのハードトップ車であった。

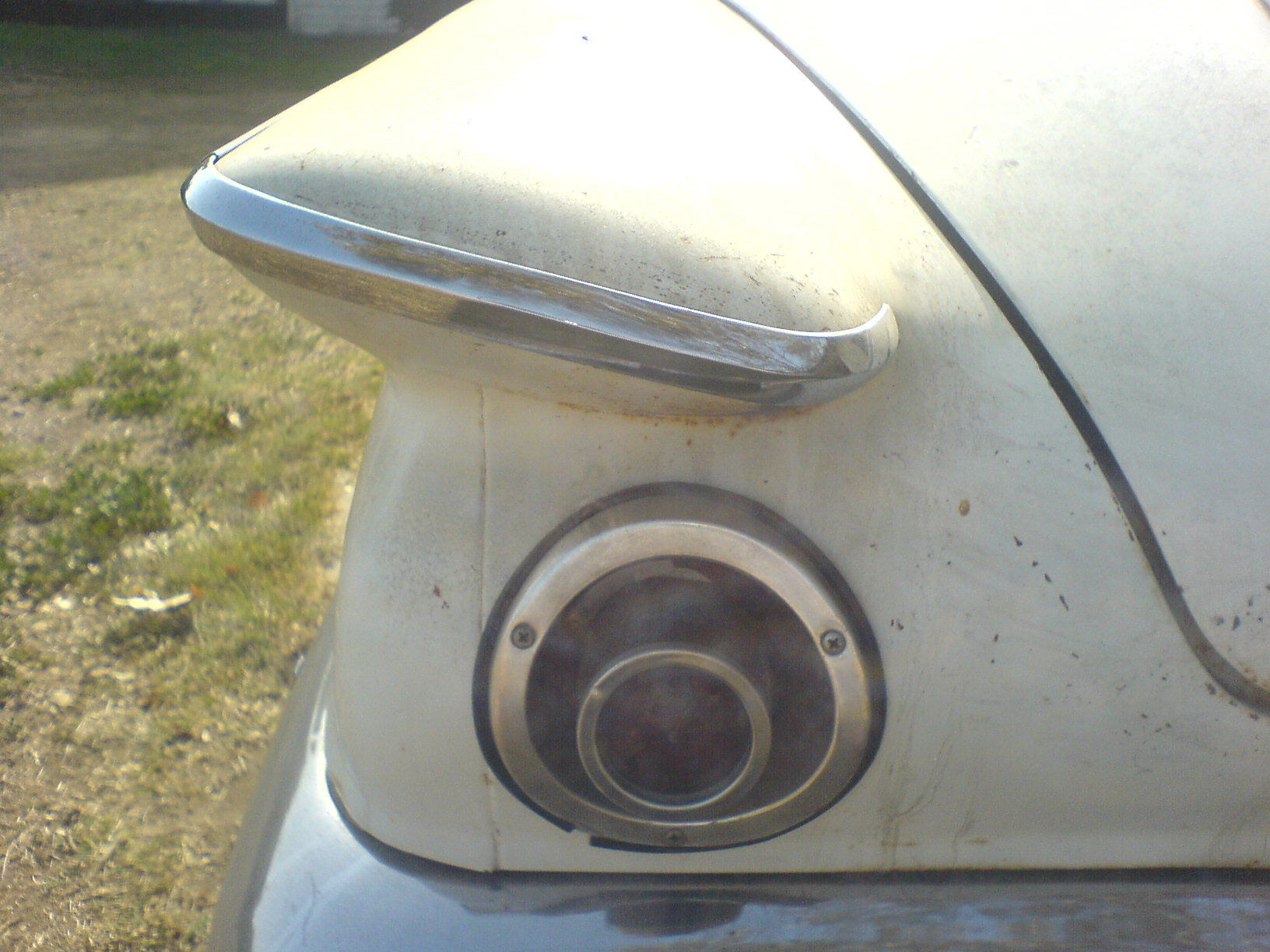
1962年モデルのテールライト

フェンダーとボンネットのプレス型は1960-'61年モデルのものと似ていたが、別物で互換性は無かった。車体後部では猫の目状のテールライトが外された部分にテールフィンを取り巻くステンレス製のモールが延ばされ、その下方にアルミ製の枠を持つ円形テールライトが置かれた。この移設により以前のオプション品のバックライトの取り付け位置が無くなり、1962年モデルではバックライトはバンパー下のナンバープレート横に移された。スペアタイヤを模したプレス型がトランクリッド上から取り去られ、リッド後縁までなだらかな形状となった。V200のトランクリッド上にはブロック字体で「"VALIANT"」と書かれた黒地の長方形を囲んだ大きな円形のエンブレムが取り付けられ、同様にブロック字体/黒地の長方形の表示は左右の前部フェンダー上にもあった。シグネットではトランクリッド上のエンブレムは青と白で構成された「"V"」字を小さな円で囲んだヴァリアント・ロゴが使用された。
V200のボディ側面の加飾はテールフィンの峰からボディ下部の分割線に沿った1960年モデルのように戻されたが、1962年モデルの加飾はより力強い印象のものとなりボディ後部の折り目が入った所の3つ目の側面窓を角張らせた効果も効いていた。シグネットでは先端と後端で結ばれた真ん中に隙間の空いた2重クローム加飾が前部フェンダーに付けられ、これはボディ塗色とは別色であった。

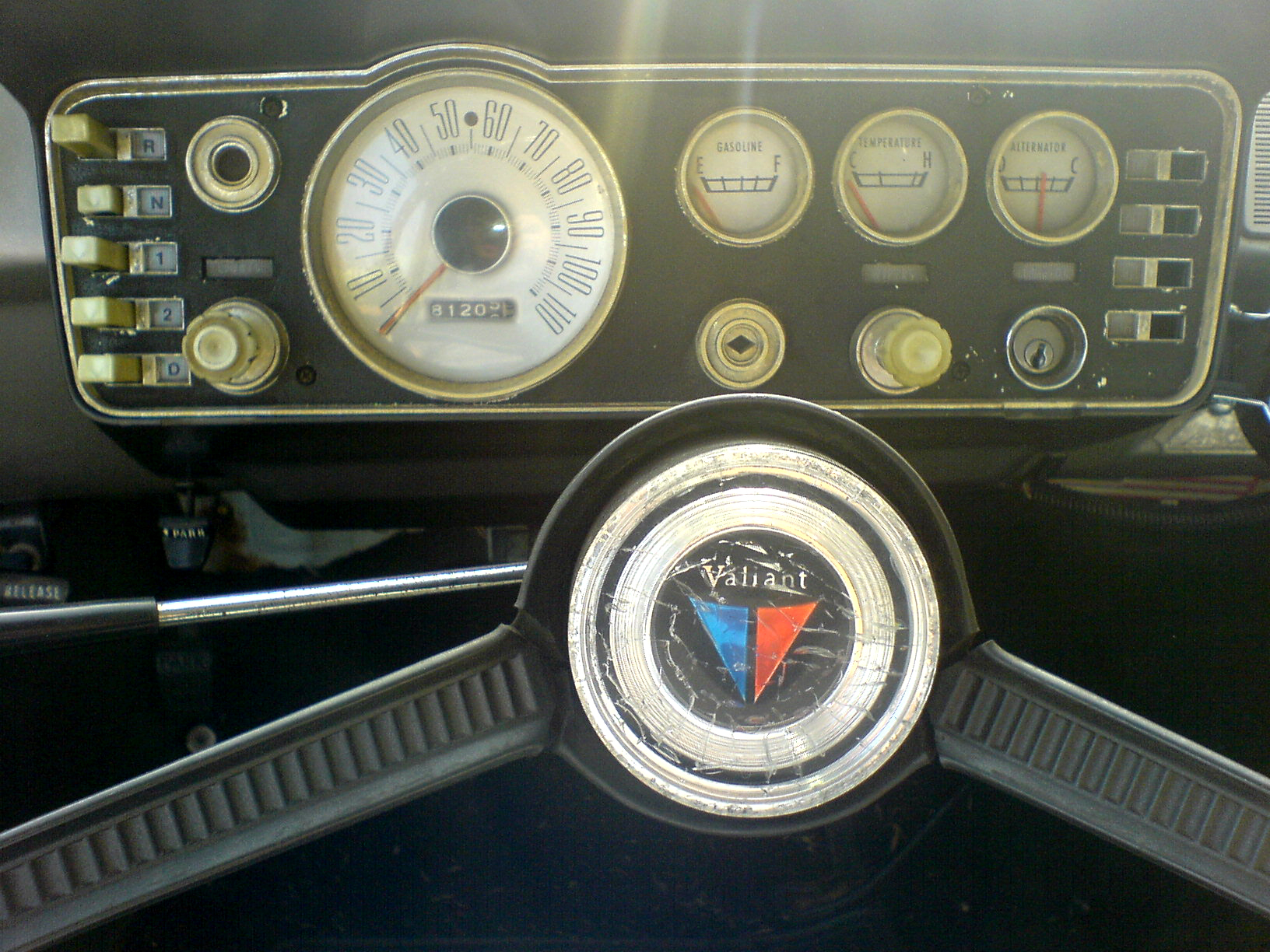
1962年モデルの計器盤、左側にプシュボタン式の変速スイッチ

1962年モデルのヴァリアントには全く新しい計器盤が与えられた。1962年モデルのより大型のプリムス車と同様に新しいヴァリアントの計器盤は簡潔なデザインと視認のし易さから高く評価された。大型の円形速度計は計器盤の左側に配置され、速度計の右側には円形の燃料計、エンジン温度計、電圧計が別個に横一列に並んでいた。オートマチックトランスミッションの変速ボタンが計器盤左端に縦一列に並び、計器盤右端に暖房装置用の操作ボタンが縦に並んでいた。新しい浅い皿型のハンドルも装着された。
1962年モデルでの機械構造上の変更は広範囲に渡っていた。新型のセルモーター、オルタネーター、より多くのフューズ、計器盤の個別配線に替えてプリント基板が採用されるといった電装システムには大幅に改良が加えられた。キャブレターは再度改良され、マニュアルトランスミッションのシフトノブ位置はフロアシフトからコラムシフトへ、以前の垂直式エンジンマウントから新しく45°の傾斜エンジンマウントに、排気システムは耐錆性能の高い材質のものに変更され、燃費性能向上のためにアクスルのギヤ比が改められた。アシスト無しのマニュアル・ステアリングのギヤ比が20:1 から 24:1へ変更され、パワーステアリングとマニユアルの双方共にステアリング・ギヤボックスが新しくされマニュアルの方はギヤボックスのケースが鉄製からアルミ製に変更された。前輪サスペンション部品の大部分は再設計され、給脂は32,000 ml (51,000 km) 毎で構わないとされた。
1961年10月にイラストレーター協会（Society of Illustrators）は、1962年モデルのシグネット200の卓越したデザインに対し、エクスナーをヴァリアントの「独創性のある彫刻的デザイン」、「オリジナリティ、慎み深い美しさを持つ目を惹きつける自動車」と讃えた。

## 1963 - 1966年

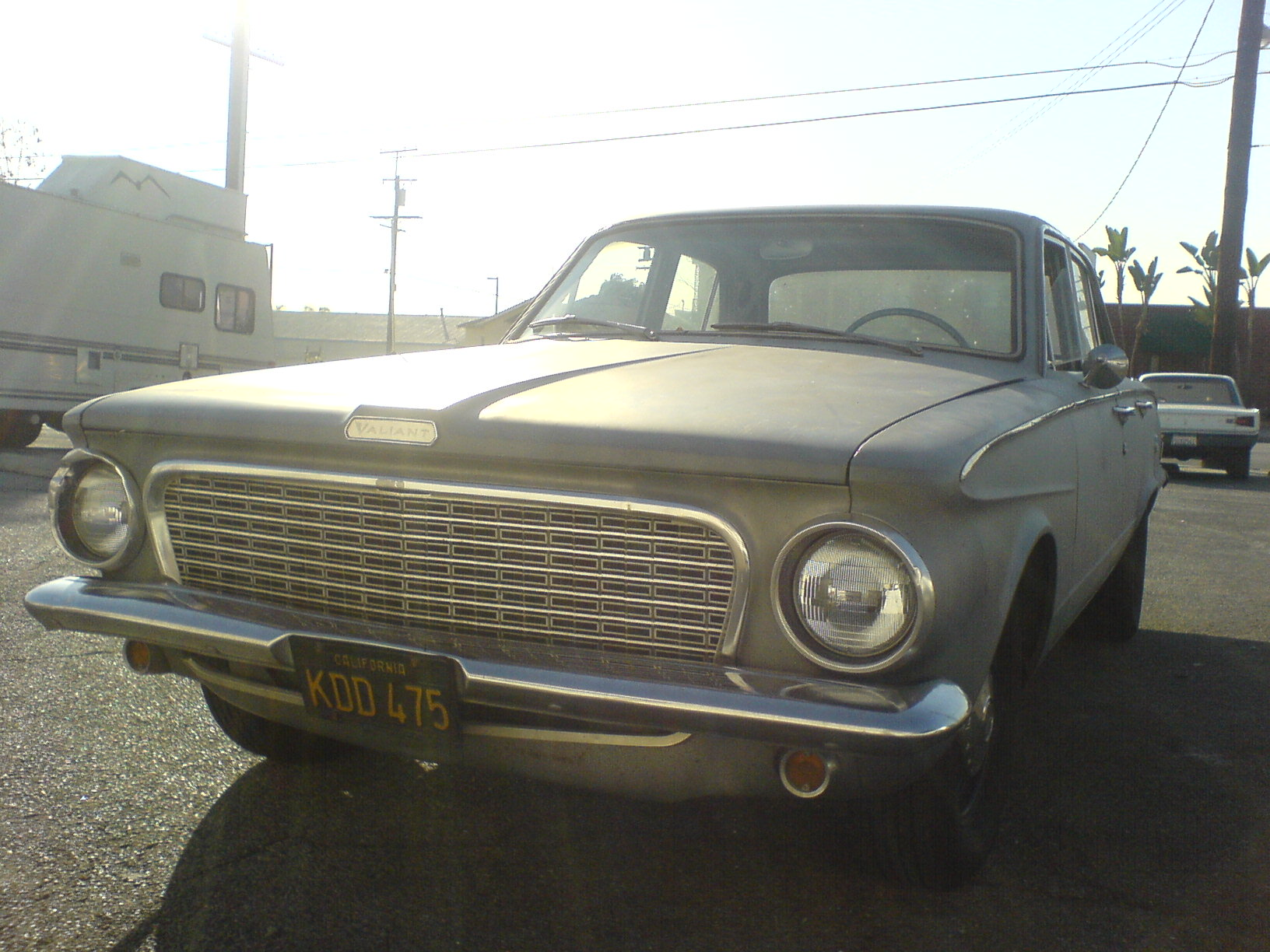
1963年モデルのヴァリアント、特徴あるベルトライン

1963年モデルでヴァリアントは外観を全く新規にされ、ホイールベースは1/2 in (13 mm) 短く、幅広で平らなボンネットと平たく四角いトランクリッドになった。上部のベルトラインはボディ後部からなだらかな曲線を描いて前部フェンダー先端まで繋がり、ここで反転下降して前部フェンダー後端まで続いていた。屋根の線は平らで角張った形状となり、グリルは同時期のクライスラー車を特徴付ける逆台形に細かな網が入れられていた。ボディ構造の先進性、数多くの装備品と新しいバネ仕掛けのチョーク弁が宣伝上の売りであった。ボディ形状は2.ドア・クーペ又はハードトップ、4ドア・セダンとステーションワゴンが用意されていた。ハードトップとコンバーチブル（手動かオプションで自動の）は上級のV200と豪華なシグネット（Signet）仕様にのみ設定された。オプションの225 cu in (3.7 L) スラント-6エンジンは当初アルミ鋳造製ブロックのものが1961年遅くに導入されたが、1963年初期モデルでアルミ製ブロックは廃止され、それ以降170と225エンジンは鋳鉄ブロックのみとなった。1962年12月にプリムスの車としては初めてのビニールルーフがシグネットにオプションで設定された。1963年モデルのヴァリアントは市場から好評を持って受け入れられ、その年の販売数は22万5,056台にも昇った。
1963年に販売数の世界記録を樹立したヴァリアントは1964年モデルでより高い経済性、信頼性、性能を与えられてデザインの変更がなされた。変更点には水平バーの新型グリルを持つ新しい顔つきがあった。「"Valiant"」の紋章は水平バーが平らなバルジを形成するグリル中央に配され、それまでの横長のテールライトは縦基調の物に変更された。1965年モデルではスタイリング上の変化はほとんど無かったが、1966年モデルでは細かな模様の分割式グリル、新しい前部フェンダー、セダンの新しい後部フェンダー、新しい面取りされた縁のトランクリッド、重厚になった後部バンパー、大きな後面ガラスを持つ新しい屋根を備えていた。
新しいクライスラー製A833型4速MTはハースト（Hurst）製シフトノブと共に提供された。もう一つの新しいオプション品は「シュアグリップ」（Sure-Grip）リミテッド・スリップ・デフであり、これは悪天候時の安全装備でありスポーツ走行時には良好なトラクション性能を提供すると宣伝された。
ヴァリアントは、米国、カナダやその他北アメリカ以外の数々の市場で非常な人気を博した。プリムスは1965年と1966年のSCCA・マニュファクチュアラーズ・ラリー選手権大会でヴァリアント 2ドア・セダンで出場し。成功を収めたチームを支援した。

### V8 エンジン
1964年モデルの半ばでクライスラー社は全く新しい273 cu in (4.5 L) のV型8気筒エンジンを全てのヴァリアントにオプション設定した。このコンパクトなV8エンジンは2002年まで存続するLAエンジン シリーズ（LA engine range）の最初のもので、小さいA-ボディのエンジンルームに納まるように特別に設計されていた。オプションの273エンジンを搭載したヴァリアントはV形のエンブレムを前部フェンダーに着けていた。180 bhp (134.2 kW) の273エンジンを搭載したヴァリアントは世界中で一番安価なV8エンジン車となった。1965年モデルでは10.5:1の圧縮比、4-バレル・キャブレター、中実のタペットやその他改良が施された「コマンド273」と呼ばれるより強力な235 bhp (175.2 kW) 版が用意された。
1961 - 62年モデルのヴァリアントとほとんど同一のダッジ・ランサーは1963年モデルで「ダート」（Dart）に代替された。ダートはヴァリアントと全く同じボディ・タイプの種類を持っていたが、ダッジにはバラクーダに該当するモデルだけは無かった。ヴァリアントと同一の106 in (2,700 mm) のホイールベースを使用するワゴンを除いた全てのダートが111 in (2,800 mm) の長いホイールベースを使用していた。

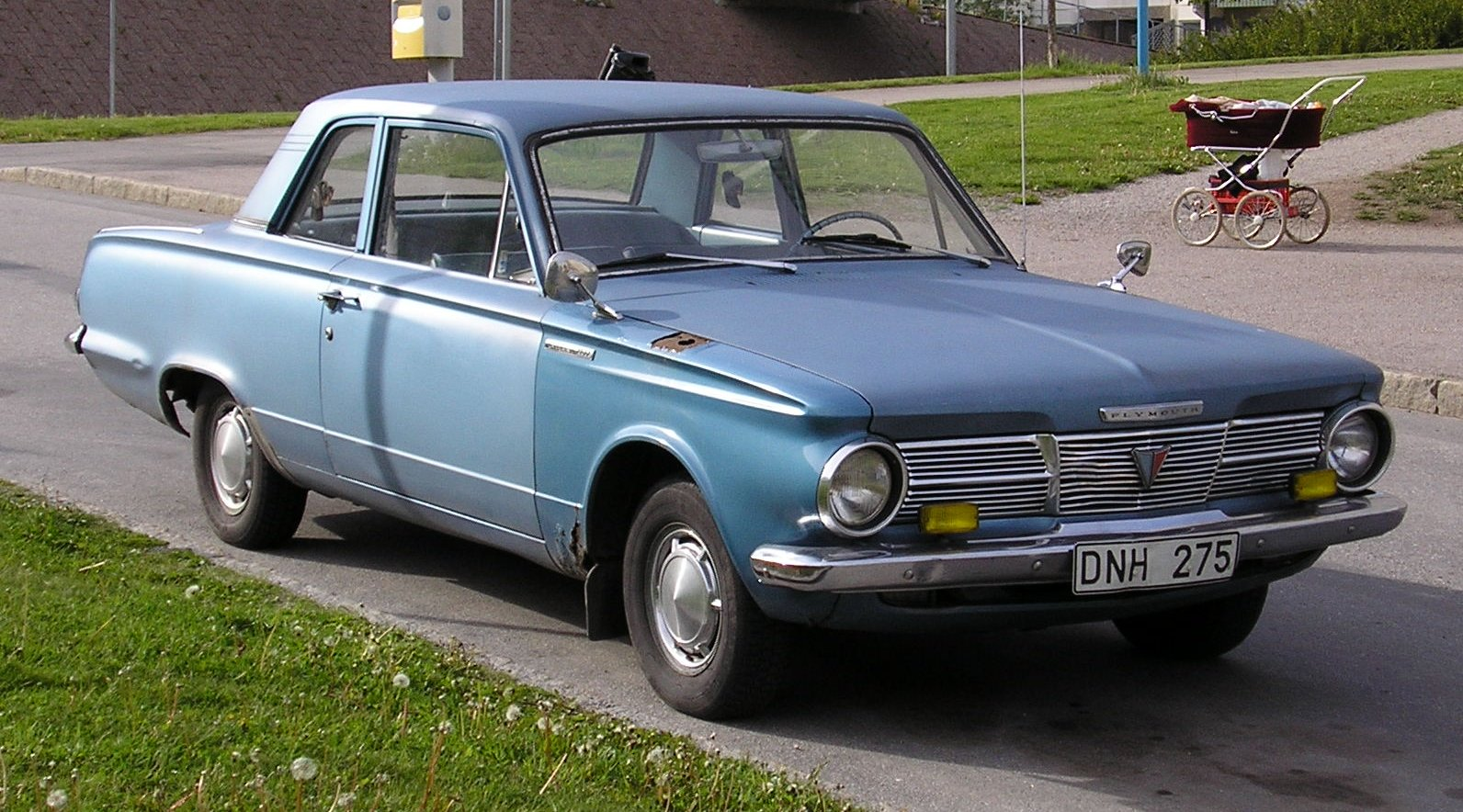
1965年モデルのヴァリアント V100
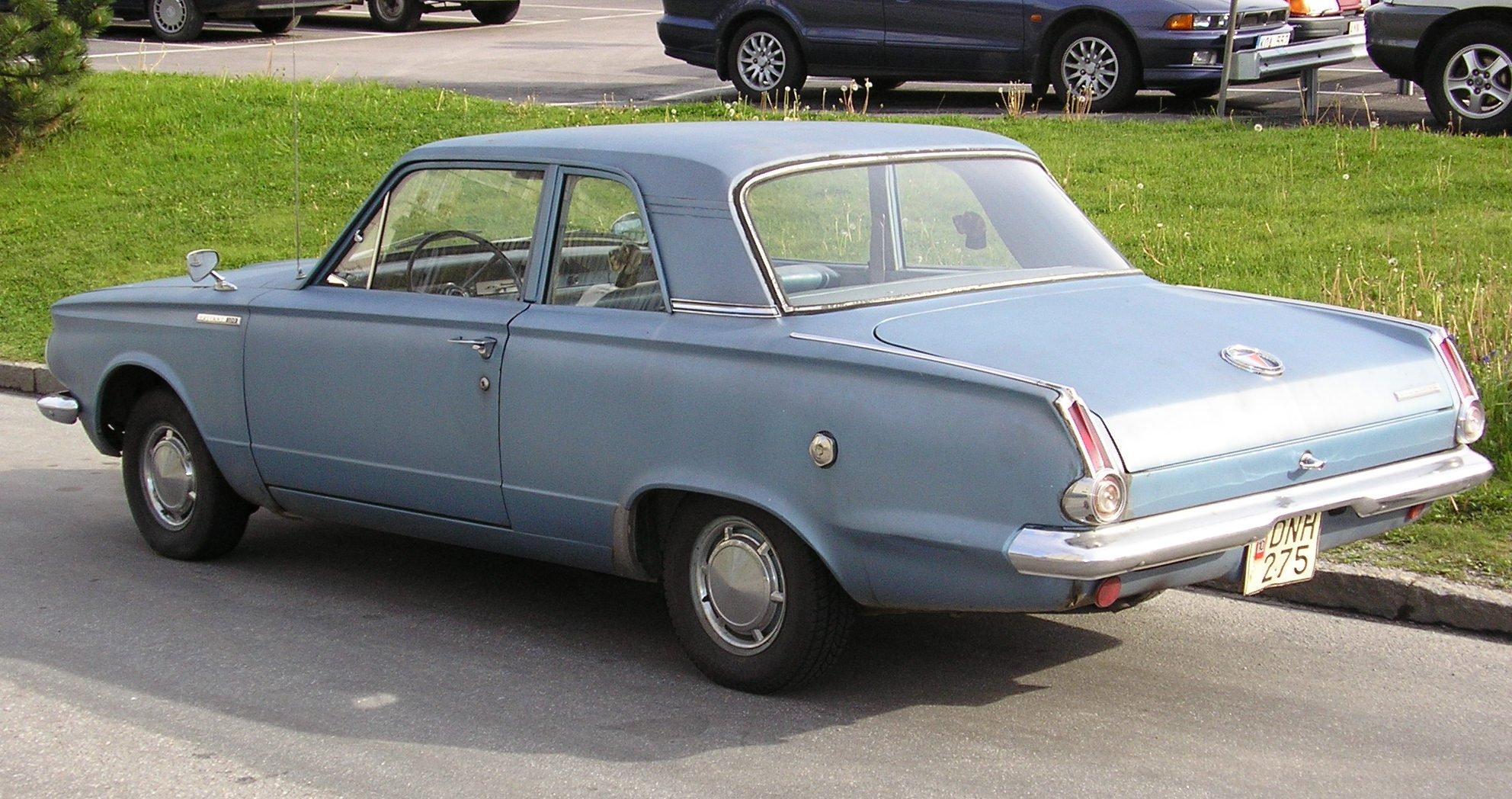
1965年モデルのヴァリアント V100
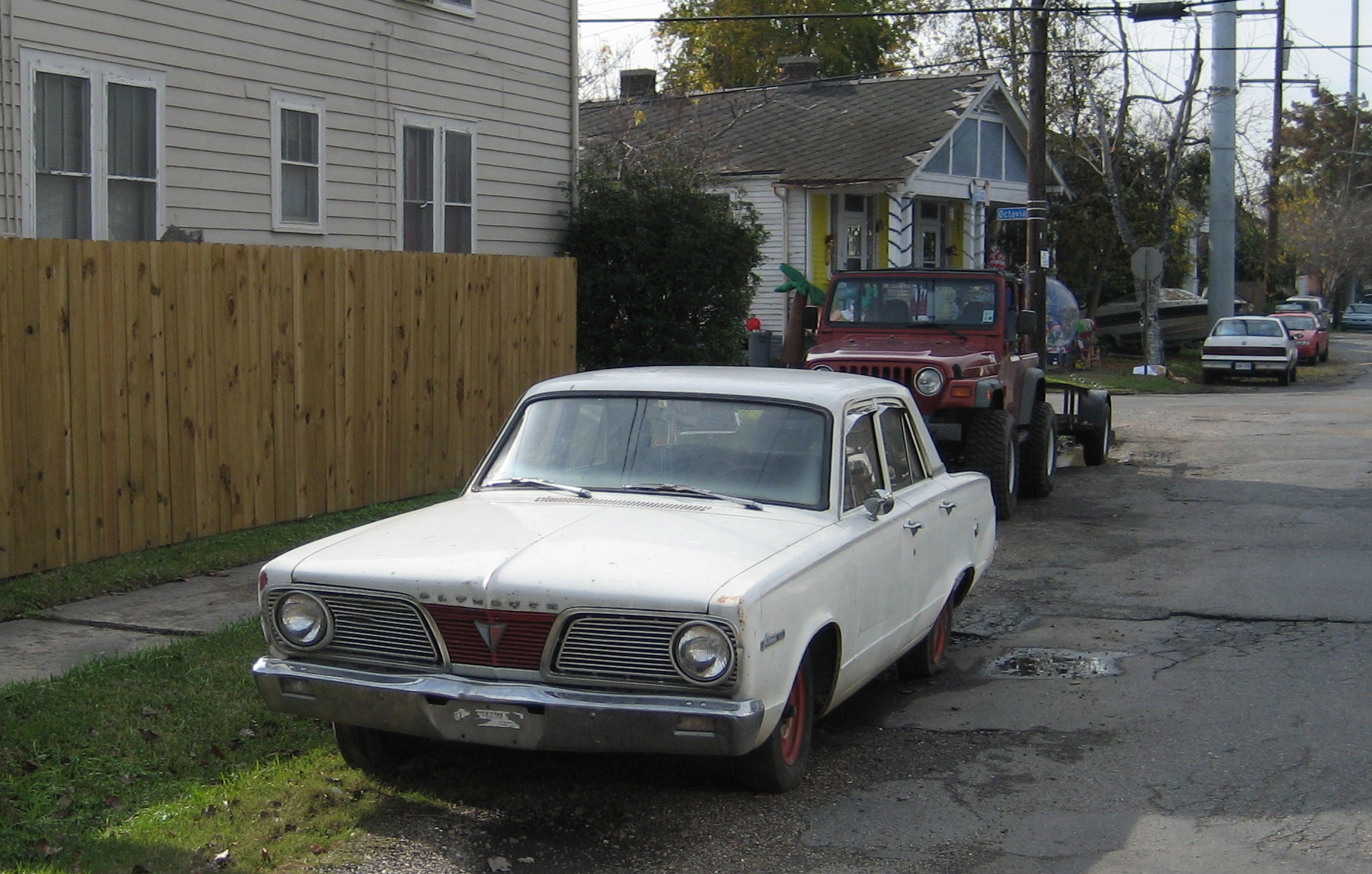
1966年モデルのヴァリアント 4ドア・セダン
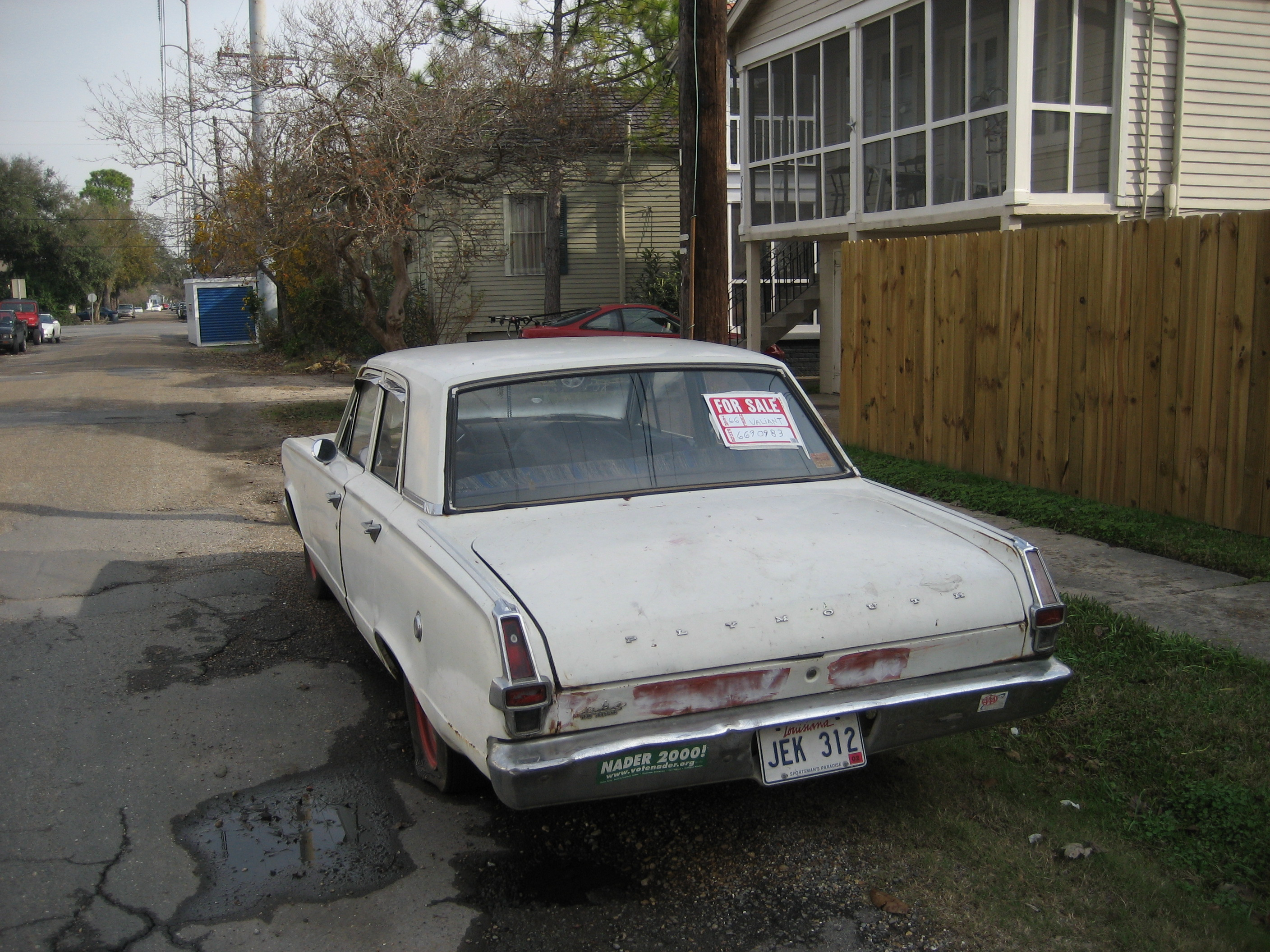
1966年モデルのヴァリアント 4ドア・セダン

## 1967 - 1973年
1967年モデルでヴァリアントは外観を全く新たにされ、ステーションワゴンとコンバーチブルは廃止された。2ドアと4ドアのセダンは新しい108 in (2,700 mm) のホイールベースになった。スタイリングは真っすぐな直線的なものとなり、ボディ側面は下側がホイールに向かって広がる柔らかな彫刻的な線を描いており、新しいフェンダーは垂直に切り立ったスラブ・ルック（slab look）を作り出していた。グリルは2分割にされ、左右各々のグリル内で更に水平に2分割されていた。区切られた縦型のテールライトは車体を大きく見せていた。170 cu in (2.8 L) のスラント-6 エンジンの出力は、1965年モデルの225エンジンに導入された多少大きなカムシャフト、以前の170エンジンに使用されていた小型の1.5625 in (39.69 mm) 口径のスロットルに代わってカーター・BBSや以前は225エンジン用に採用されていた大型の1.6875 in (42.86 mm) 口径のホーリー・1920を装着することにより101 bhp (75.3 kW) から 115 bhp (85.8 kW) に向上した。
1968年モデルではグリルから水平の分割バーが外され、左右に分割された細かな水平線で構成されたグリルが各々クロームで囲われていた。モデル名のプレートが後部フェンダーから前部フェンダーへ移された。318 cu in (5.2 L)、230 bhp (171.5 kW) のV8エンジンがヴァリアントに初めてオプション設定された。
1969年モデルでは新しく横幅いっぱいに広がった一体型グリルになり、新しいテールライトとトリムが備わった。標準エンジンに変更は無かったが、クライスラーの「クリーンエア・システム」（正式には「クリーンエア・パッケージ」）の改善により6気筒エンジンは経済性を増した。ブレーキ調整の改善、パワーステアリング・ポンプの高効率化とオプションのシュアグリップ・デフの改善も目玉であった。
1970年モデルは1969年モデルの金属製から新しく黒いプラスチック製の彫刻的なグリルに変更されると共に細かな変更が加えられた以外は前年モデルとほぼ同一の車であった。ボンネットの中央が前方に張り出す一方でグリルの位置は変わらずボディ先端より引っ込むこととなった。新しいダスター クーペの導入により2ドア・セダンが廃止された。輸出仕様以外の全てのヴァリアントのベース・モデルは170から新しい198 cu in (3.2 L) 版のスラント-6エンジンに変更された。このエンジンは170エンジンよりも高性能で、225エンジンと同じシリンダーブロックを使用していたため安価に製造することができた。1971年モデルのヴァリアントは、グリル中央のエンブレムが外されグリル周りの飾りが新しくなった以外の実質的な変更点は無かった。グリルはそれまでの銀色のものから黒いものに変えられた。1970年モデルと1971年モデルでの内装と外装の変更は僅かであったが、機構面では操縦性の向上、遮音性の改善、環境負荷の低減といった変更が施されていた。環境負荷軽減への対応は、新たに設立されたアメリカ合衆国環境保護庁（Environmental Protection Agency：EPA）が施行するEGR バルブや活性炭フィルターといった装備搭載の必須規制に対応したものであった。1971年モデルのヴァリアントは1971年内までで25万6,930台を販売したことで1972年モデルの変更は消極的なものとなった。1972年モデルではテールライトとグリルの細部が変更され、ボディ側面のマーカーライトが以前の埋め込み式からより安価な表面貼り付け式に新しくされた。

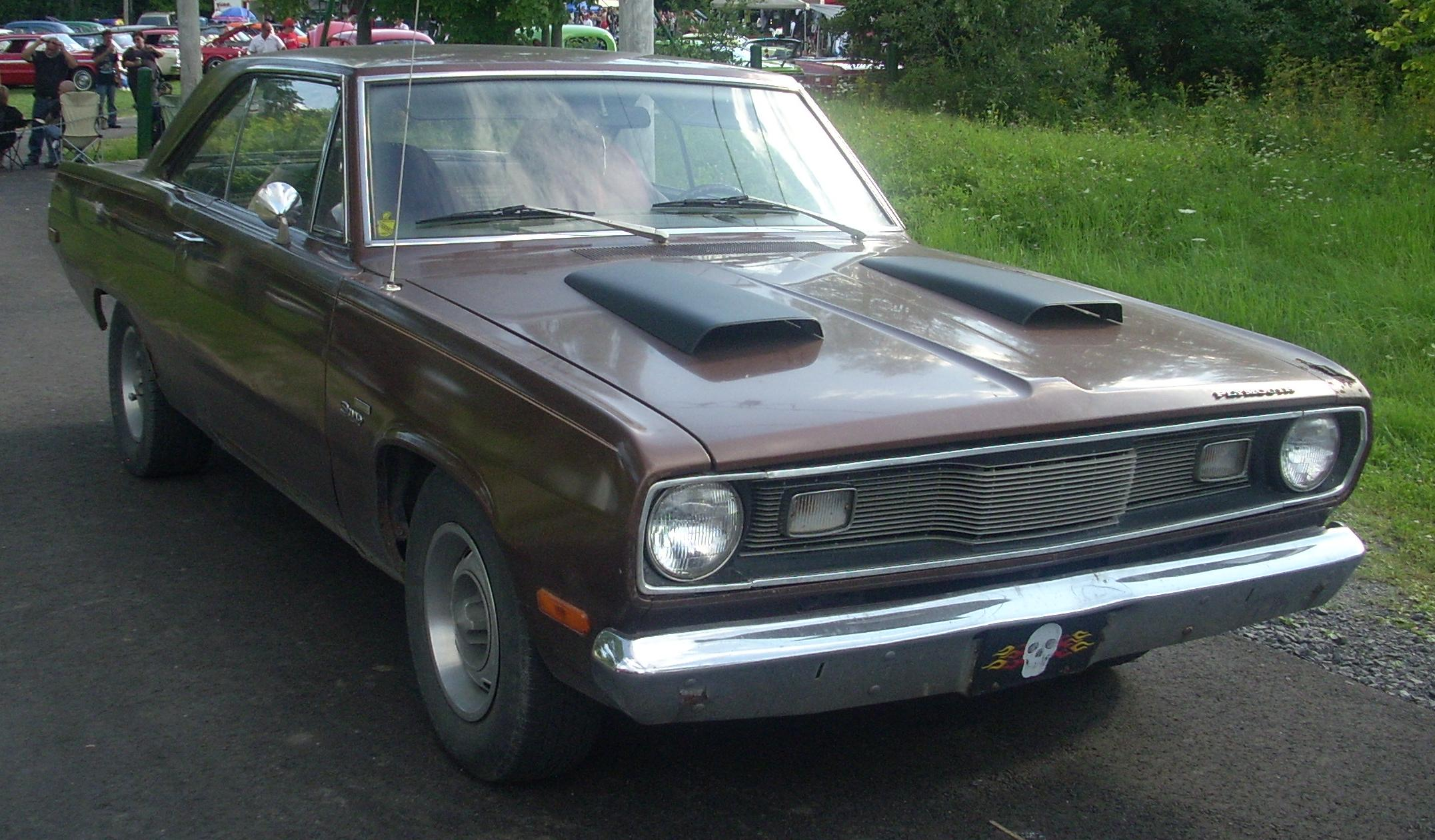
ヴァリアント スキャンプ

1971年モデルの初めに「ヴァリアント・スキャンプ」と呼ばれるホイールベース111 in (2,800 mm) のダッジ・ダート スウィンガー（Dodge Dart Swinger）のバッジエンジニアリング版が追加された。この車はダート スウィンガー 2ドア・ハードトップのボディにヴァリアントの顔付きと1970年モデルのダッジ・ダートから引き継いだ2連テールライトを備えていた。
1972年モデルではヴァリアントは33万373台という過去最高の販売台数を記録した。
1973年モデルで「スキャンプ」の三角窓が廃止され、全てのモデルに新しいグリル、5 mph (8.0 km/h) での衝突に耐えられる前部バンパーと米国運輸省道路交通安全局（NHTSA）の規制により必須となった側面衝突に対応したドア内部のサイド・インパクトバーを装備した。サイド・インパクトバー、新しいバンパーと車体の骨格部に取り付けられた伸縮式の衝撃吸収バンパー基部によりヴァリアントの車体重量は増加していた。同時にますます厳しくなる環境対策に対応するためにエンジン出力は格段に減少していた。
1970年代初めを通してヴァリアントはプリムス全体の販売数の40%以上を占めていた。ヴァリアントは国外市場でも相当な成功を収めた。世界中でクライスラー社の支社や代理店では、コンプリート・ノックダウン キットから組み立てた米国製やカナダ製のヴァリアントを販売し、同様に現地でのデザイン/エンジニアリングを取り入れたヴァリアントや北米/現地設計の部品を取り混ぜて使用したヴァリアントを基本とした車も販売した。

## 1974 - 1976年

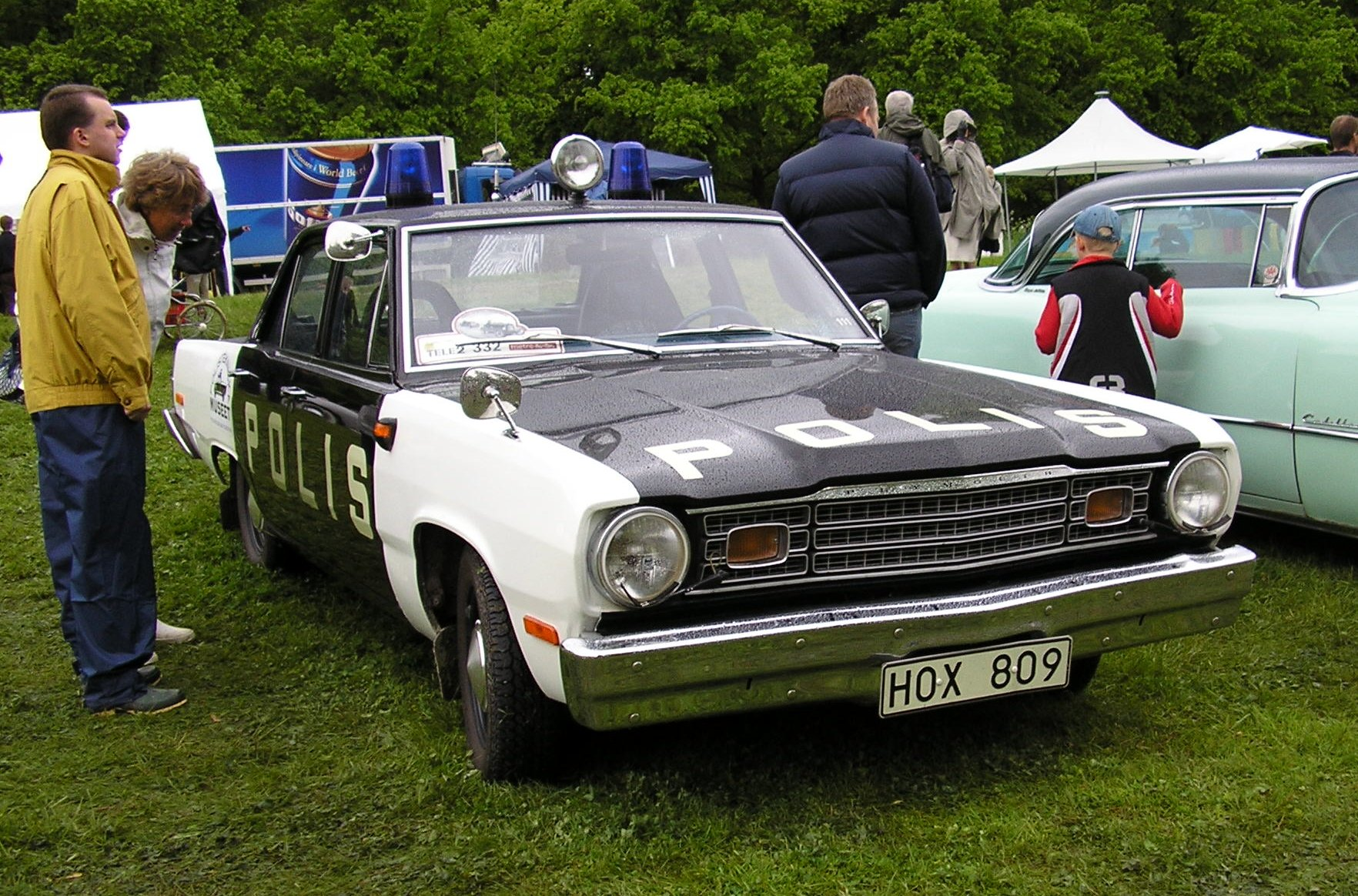
スウェーデン警察の1974年プリムス・ヴァリアント、ヘッドライト・ワイパーを装着するためヘッドライト周りのベゼルが外されている

1974年モデルでは108inホイールベースのA-ボディ・セダンが廃止され、ヴァリアントのセダンはダートのリバッジ版となった。厚くなったCピラーと新しい後部フェンダーの形状によりサイズは大型化した。これ以降ヴァリアントとダートの差異は細かな飾りのみとなった。1973年モデルのヴァリアントのグリルとフロントのプレス型は1974年モデルに引き継がれたが、前部バンパーのゴム製ガードはクローム化された。連邦規制の5mph(8.0km/h)バンパーが1974年モデルでは後部バンパーで標準化され、ヴァリアントの重量を更に増加させていた。
1974年モデルでは「ヴァリアント ブロアム」（Valiant Brougham ）と双子車の「ダッジ・ダート スペシャル・エディション」（Dodge Dart Special Edition ）が導入された。2ドアと4ドアが用意されたこれらのコンパクト・クラスの豪華車は1973年のオイルショック以後大型の豪華車に対する魅力的な選択肢となった。ブロアムには潤沢なクローム、ビニール・ルーフ、毛足の長いカーペット、ヴェロア生地内装、ドア内張り、塗装でアクセントが付けられるかワイヤーホイールを模したホイールカバーを備え、塗色と内装の特別な組み合わせが選択できた。パワーステアリング、パワー・ディスクブレーキ、エアコン、クルーズコントロール、後部窓の電熱デフロスター、AM/FMラジオといった通常のヴァリアントではオプション装備の多くがブロアムでは標準装備であった。
多少変更を加えられたグリルを持つ1975年モデルは、カリフォルニア州向けと上級モデルに装備した三元触媒と無鉛ガソリン仕様を除けば本質的には1974年モデルからのキャリーオーバーであった。1975年モデルのヴァリアントは燃費性能に関心がある購入者が選択できる新しい装備が幾つかあった。この中にはラジアルタイヤ、ドライバーが燃費に悪い運転をすると警報を発する「フュエル・ペーサー」（Fuel Pacer ）機能、同時にクライスラー製A833OD 4速MT（最初のクライスラー製4速MTは1965年から北米市場で6気筒エンジン車に装備された）があった。新しい5万マイル(約8万km) 無交換スパークプラグ、バッテリーや12カ月間と距離無制限で内装以外の全てをカバーする「決定版」（Clincher ）保証が用意されていた。
1976年モデルは事実上1975年モデルと同じであったが、前部のウインカー・ライトが透明から橙色に、引っ張りハンドル式のパーキングブレーキがフットペダル式に変更されていた。

### A38 ポリス・パッケージ
1976年モデルでヴァリアントにはA38 ポリス・パッケージが設定され、E24（カリフォルニア州仕様）とE25（連邦仕様）の225cu in(3.7L)スラント-6エンジン、E44 318cu in(5.2L)V8、E58 360cu in(5.9L)V8の単排気管（カリフォルニア州仕様）と2本排気管（連邦仕様）の3種類の基本エンジンが提供された。クライスラーは警察任務向けには唯一「耐久性を改善するための持久装備を備えた」としてE58を推奨していた。E58はカリフォルニア州仕様で175 hp（ネット）、連邦仕様で220 hp（ネット）を発生し、2本排気管のE58エンジン（三元触媒無し）は非常に高速のヴァリアント パトロールカー用に製造された。このコンパクトなクライスラー社製パトロールカーは1/4 mil を16.4秒、到達速度84.6 mph (136.2 km/h) で走り、当時のいわゆる「高性能車」と呼ばれる車のほぼ全てを捕捉することができた。ヴァリアント A38を使用していたシアトル警察（Seattle Police Department）は職務中に予防可能な事故発生率が46％低下したと報告し、『モータートレンド』誌（Motor Trend）による警察への調査ではヴァリアント A38はフルサイズの警察車両よりも遥かに優れた回避能力、全方向の視界、そして全般的な運転の容易さを備えていた。ヴァリアント A38が備えていた特性のハンドリング・パッケージには前後輪のスタビライザーが含まれていた。不運なことにヴァリアントは、その他全てのモパー車のA38パッケージに標準で施されていた溶接された後部クロスメンバを備えていなかったため構造的な強度が十分とは言えなかった。より重大な問題は、ヴァリアントの前部K-フレームが厳しい警察業務の環境下で壊れがちなことであった。
1976年モデルではヴァリアントとダートを代替するためにF-ボディ車（F-body）のプリムス・ヴォラーレ（Plymouth Volaré）とダッジ・アスペン（Dodge Aspen）が年の半ばで導入された。
ハムトラムク工場が新しいF-ボディ車の生産に専念できるようにA-ボディ車の生産はセントルイス工場に移された。不運なことにF-ボディ車は前任のA-ボディ車の品質と頑強さに関する評価を維持するどころか逆転させてしまい、この評価の変化はクライスラーの評判と収益性を傷つけ、1979年 - 80年の倒産寸前の状況に加担してしまった。

## 派生モデル

### バラクーダ
1960年代中盤初めの頃の傾向として全ての自動車メーカーがコンパクトなスポーティーカーを造ることを目指していた。クライスラーがこの手の車の基にヴァリアントを選定したことは自然なことであった。フォードのマスタングの影響でこの種の車は一様に「ポニーカー」という綽名で呼ばれたが、クライスラーは1964年4月1日に「バラクーダ」ファストバックを投入してフォードより2週間先行した。バラクーダはヴァリアントの106in(2,700mm) のホイールベース、ボンネット、ヘッドライト・ベゼル、前面ガラス、三角窓、クォーターパネルを流用していたが、その他全てのボディパネルと窓は新規のものであった。この折衷デザインの手法は新しい車種としては開発費、製造治具に要する費用や開発期間を著しく削減することができた。不運なことにマスタングがファルコンと似ていなかったのと同じくらいバラクーダはヴァリアントに似ており、導入当初にほとんどの購入者が新型車だと気付かないほどであった。

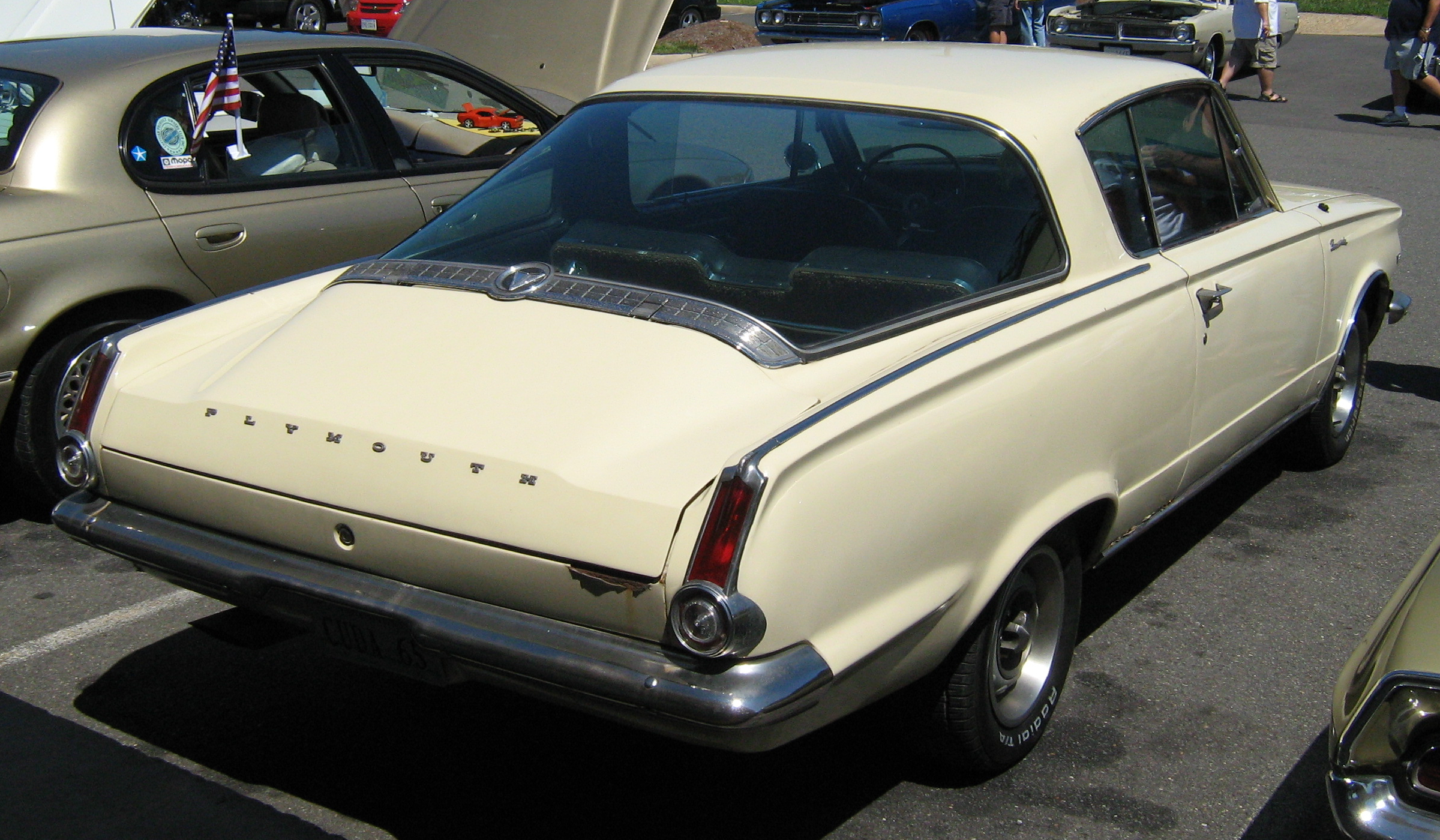
1965年モデルのバラクーダの後部窓とフィッシュバッジ

ボディのファストバック形状は、そのほぼ全部が巨大な後部窓とフェンダーの峰に沿って置かれたテールライトで構成されていた。ピッツバーグ板ガラス社（PPG）との協力でクライスラー社のデザイナーは、この14.4sq ft(1.34m2)というそれまでの標準的な量産車に装着されたものでは最大の大きさの後部窓を生み出した。翌年には1964年モデルのバラクーダに使用されたフェンダーとテールライトが独自のテールライトを持つワゴン以外の全ての1965年モデルのヴァリアント シリーズに採用された。
第2世代のバラクーダは引き続きホイールベース108in(2,700mm)のA-ボディを使用しヴァリアントとは多くの部品を共用していたが、バラクーダ固有のスタイリングを与えられ、コンバーチブル、ファストバックとノッチバックのハードトップという独自のラインアップを用意された。
第1世代と第2世代のバラクーダは多分に同時期のヴァリアントを基にしていたが、プリムスはバラクーダを明確に独立車種としたかった。その結果、1964年モデルのトランクリッド上にあったクロームの「"Valiant"」の文字は米国市場の1965年モデルでは取り除かれ、1966年モデルではデザインされたヴァリアントの赤青の「"V"」エンブレムがバラクーダでは独自のデザインされた魚型のロゴに差し替えられた。1967年モデルでは新しい280hp(210kW)の4-バレル 383cu in V-8エンジンは「フォーミュラS」（Formula S ）のみのオプションとなり、これはバラクーダを0-60mph加速を7.4秒、1/4マイルを15.9秒で走らせる性能を発揮した。カナダや南アフリカといったその他の市場ではヴァリアントというのは独自ブランドであり1969年モデル以降は廃止されるまでA-ボディのバラクーダは「ヴァリアント・バラクーダ」として知られていた。
1970年モデルで全く新規のE-ボディ（E-body）のバラクーダが導入されたことでバラクーダとヴァリアントの全ての共通項がなくなった。

### ダスター
プリムスは1970年モデルでスポーティな新型モデルである2ドアのファストバック「プリムス・ヴァリアント ダスター」を導入した。1964年モデルのバラクーダで使ったのと同じ手法をダスターでも使用した。この車は車体前部のプレス、動力機構と108in(2,700mm)のホイールベースはヴァリアントと同一のものであったが、プリムスのカーデザイナーは、側面窓に通常の僅か半分の曲率半径を持たせるだけで劇的な曲面ガラスとしたファストバック形状のボディを与えて全く新しい外観を作り出した。1968年モデルからヴァリアントとバラクーダに特別注文で圧縮比 10.5:1、出力275hp(205.1kW)、340lb•ft(461N•m)のトルクを発生する340cu in(5.6L)のV8 エンジンが用意されていたが、340エンジンは「ダスター 340」、プリムスの類似車種の「ダッジ・デーモン 340」と「ダッジ・ダート スインガー 340」に通常量産車のオプションとして設定された。ダスターは間もなく大型化し高価格になってしまったバラクーダに代わってヒット車種となった。

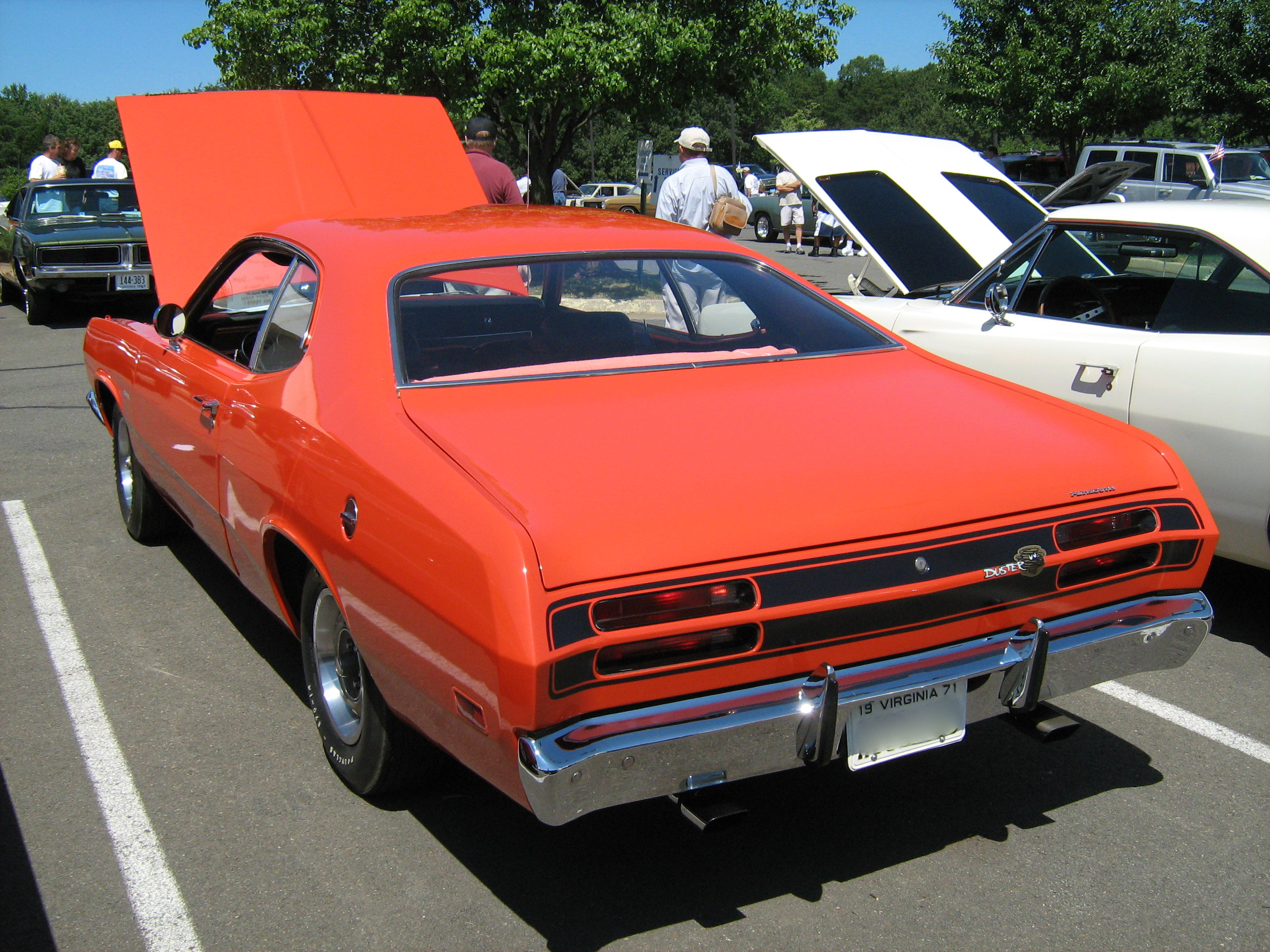
1971年モデルのダスター

攻撃的な「鮫の歯」（shark tooth ）グリルがファストバックのダスター 340と新しい1971年の「ダスター ツイスター」（Duster Twister ）用に与えられた。ツイスターはマッスルカーのプレミア化に対する要望の増大に応じてつくられた「パフォーマンス・アピアランス・パッケージ」（performance appearance package）であり、これらの多くは保険料算定のために車両のパワーウェイトレシオを計算することに使用されることになった。「ダスト・ウィール」（"dust whirl"）サイド・ストライプとツイスター・デカール、ラリー（Rallye）ロード・ホイール、デュアル・レーシングミラー、2連フードスクープ、ストロボ・ストライプ付きファストバック・フード ペイントや格子縞の織物/ビニール混合内装が4色のボディから選べたが、一番大きいエンジンは318 cu in (5.2 L) のV8であった。
1974年モデルでクライスラーは自社の最高性能を発揮するスモールブロックV8エンジンの排気量を340cu in(5.6L)から 360cu in(5.9L)へ拡大した。360は245hp(183kW) を発揮し「ダスター 360」と命名されたが、重いバンパー、サイドインパクトバー、排気ガス浄化装置や遮音材の追加により1974年モデルのダスターは1971年モデルに比べほぼ150pbも重くなっていた。4速MT、ハースト製シフトや3.55:1のギヤ比を持つシュアグリップ・デフといった高性能オプションを取り付けても1970年モデルのダスターに比べて0-60mphと1/4マイル加速は約2秒も遅くなっていた。不運なことに燃料代と高性能車に対する保険料の高騰が購入者の高性能車に対する興味を失わせた。

## 海外のヴァリアント

### カナダ （1960-66年）

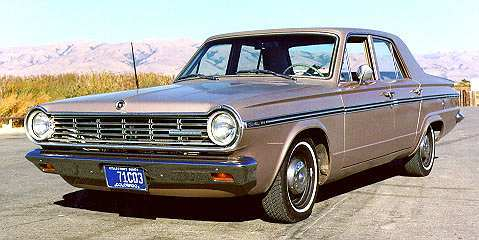
1965年モデルのカナダ版ヴァリアント カスタム200 セダン

クライスラー・カナダ（Chrysler Canada）はヴァリアントをダッジとプリムスのディーラーに単に「ヴァリアント」の名称で導入した。カナダの1960 - 62年モデルのヴァリアントは、トランクの蓋についた「Plymouth」の代わりに「by Chrysler」というバッジが付いていることを除けばその外観はUSモデルに似ていた。外装と内装の差異は僅かであったが、USモデルでは標準であったオルタネーターがカナダでは1962年まで有料のオプションであった。キャブレーター本体の凍結防止装置、エンジン・ブロックのヒーター、バッテリー・ウォーマー、室内の電気暖房やその他寒冷地用の装備をメーカー又はディーラーのオプション品として取り付けることができた。米国では1961年モデルで初めて設定されたエアコンは1966年まで設定されなかった。米国製のクライスラーが製造した部品の代わりにカナダ製オートライト（Auto-Lite 、現プレストライト：Prestolite）の部品が幾つか使用されていた。オンタリオ州、ウィンザーの工場では輸出向けの左/右ハンドルのヴァリアントがノックダウン・キットから組み立てられた。

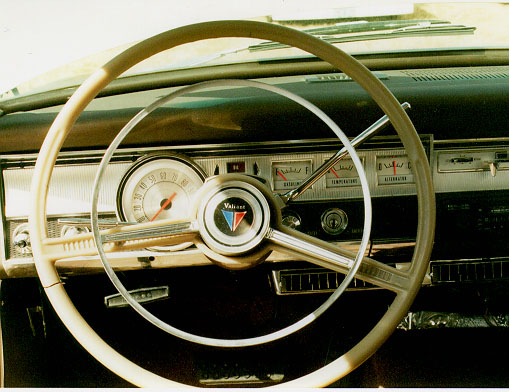
1965年モデルのカナダ版ヴァリアント カスタム200のダッシュボード、実質的に1965年モデルのUS版ダッジ・ダートと同一の配置

1963年と1964年モデルは「プロッジ」（Plodge）の伝統の中でカナダのヴァリアントはUS版ヴァリアントの顔が付いたUS版ダッジ・ダートのボディと111in(2,800mm) のホイールベースを使用していた。
1965年モデルではクライスラー・カナダはUS版ダートのダッシュボードと計器盤を装着した106in(2,700mm)と111in(2,800mm) の双方のAボディ車を全車ヴァリアントのバッジを付けて販売した。1966年モデルでカナダ市場で短い方のヴァリアントは廃止され、全てのヴァリアントはUS版ダートのリバッジ版となった。

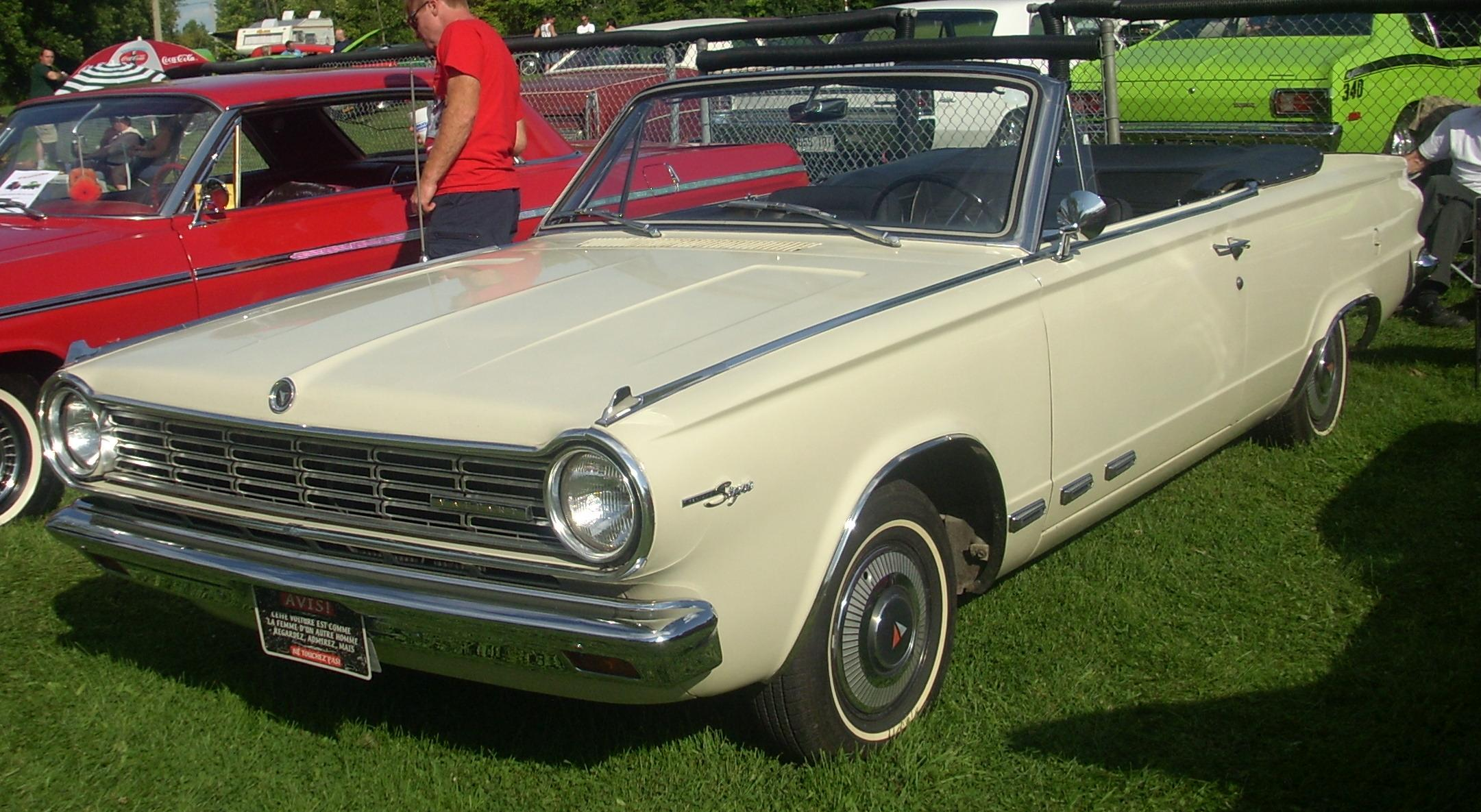
1965年モデルのカナダ版ヴァリアント シグネット コンバーチブル

1964年と1965年モデルとして「ヴァリアント・バラクーダ」（Valiant Barracuda ）のバッジを付けたカナダ製のバラクーダが製造されたが、1966年モデルでは輸入となった。ヴァリアントと同様にバラクーダもプリムス・ブランドでは無かった。
1965年の米国 - カナダ間の自動車協定（Auto Pact）によりクライスラー社は車と部品の双方を国境を越えて出荷できるようになり、1967年にプリムス・ヴァリアントとダッジ・ダートをデトロイトから輸入し始めると共にウィンザー工場から米国へ向けてダートとヴァリアントを輸出し始めた。

### オーストラリア （1963年–1981年）

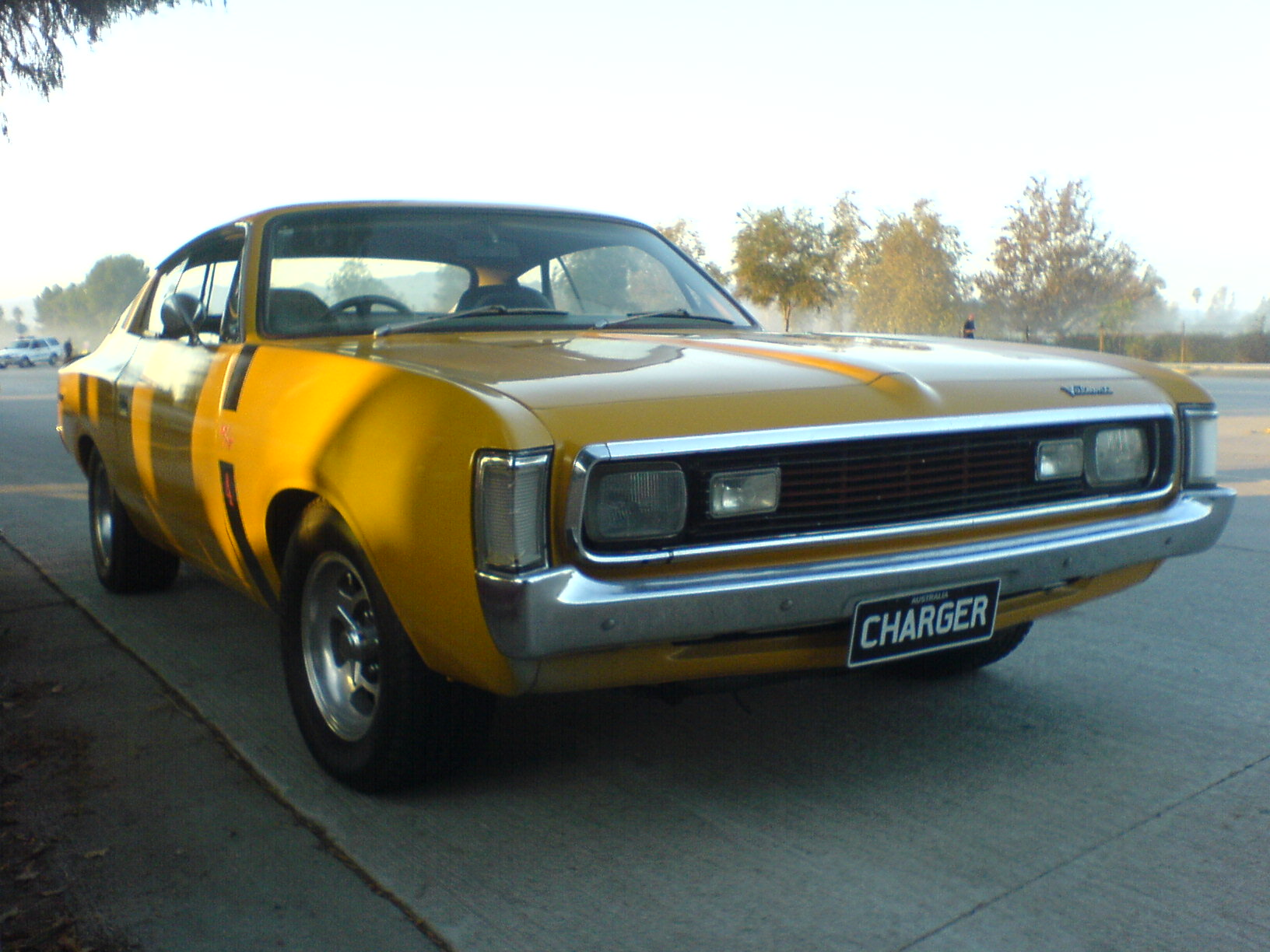
1971年 クライスラー・ヴァリアント チャージャー R/T

1962年からクライスラー・オーストラリア（Chrysler Australia）はアデレードのトンスリー・パーク工場（Tonsley Park plant ）でヴァリアントの組み立てを開始した。このヴァリアントはUSモデルのAボディのプラットフォームに数多くの現地生産部品を使用していた。デトロイト本社から地球を半周離れてオーストラリアのヴァリアントはUSモデルとは違ったものになり始めた。1967年モデルのヴァリアント VEシリーズの4ドア・セダンはよりUSモデルのダッジ・ダートに似かよった異なったボディを持っていた。ヴァリアント VEはオーストラリアの自動車雑誌『ホイール』誌（Wheels ）の1967年度「カー・オブ・ザ・イヤー」に選ばれた。1969年のVFシリーズと1970年のVGではVGシリーズでヘミ-6（Hemi-6）・エンジンが導入され、スラント-6が廃止されたことでスタリング面や性能面でも更に米国の従兄弟からは乖離して行った。米国本国とは違いオーストラリアでは「ヴァリアント サファリ」と呼ばれるステーションワゴンの生産が続けられた。1965年からクーペ・ユーティリティ（coupe utility）版が当初は「ヴァリアント ウェイフェアラー」（Valiant Wayfarer ）として生産が開始された。ユーティリティ又は「ユート」（"ute"）は後に南アフリカ共和国で「ラストラー」（Rustler ）として販売された。1971年のVHモデルからクライスラー・オーストラリアは現地で全くの独自モデルを開発し、Aボディのプラットフォームに自社のチャージャーのボディを架装したモデルをヴァリアントの名称で導入した。このモデルは三菱自動車工業によって日本にも輸入され、1972年から1974年にかけて「クライスラー318/クライスラー・チャージャー770」として販売されていた。1980年にクライスラー・オーストラリアが三菱自動車工業に買収されミツビシ・モーターズ・オーストラリア（Mitsubishi Motors Australia）になったことにより1978年11月に発売された最後のCMシリーズは1981年に生産終了となった。

### アルゼンチン （1962年-1968年）
1962年にクライスラー・フェーヴル・アルゼンティナ（Chrysler Fevre Argentina ）は1960年USモデルのヴァリアントIの生産を始めた。クライスラー・ブランドで生産されたプリムス・ヴァリアントは4ドア・セダンのみであり、後にヴァリアントIIと1965年にはヴァリアントIII、1967年にダッジ・ダスターが続いた。1967年には1966年USモデルのプリムス・ヴァリアントに酷似したヴァリアントIVが発売された。
1968年にGTX/コロナード/ポラーラ（GTX/Coronado/Polara）シリーズに代替され、ヴァリアントの生産は終了した。

## 登場作品

### 映画
『激突!』
主人公であるデイヴィッド・マンの愛車として70-71年式のプリムス・ヴァリアントが登場する。